# Scalmicauda myrine
Scalmicauda myrine är en fjärilsart som beskrevs av Sergius G. Kiriakoff 1968. Scalmicauda myrine ingår i släktet Scalmicauda och familjen tandspinnare. Inga underarter finns listade.